# Comunhão dos Apóstolos (Justus van Gent)
A Instituição da Eucaristia ou Comunhão dos Apóstolos é uma têmpera sobre painel de 1472-1474 de Justus van Gent. Encomendado como retábulo, ele data de sua predela de 1460, O Milagre da Hóstia Profanada, de Paolo Uccello. Ambas estão, agora, na Galleria nazionale delle Marche em Urbino.

## Temática
A Última Ceia, muito retratada na arte cristã foi a última refeição que, de acordo com os cristãos, Jesus dividiu com seus apóstolos em Jerusalém antes de sua crucificação. Ela é a base escritural para a instituição da Eucaristia, também conhecida como "Comunhão". A Última Ceia foi relatada pelos quatro evangelhos canônicos em Mateus 26:17–30, Marcos 14:12–26, Lucas 22:7–39 e João 13:1 até João 17:26. Além disso, ela aparece também em I Coríntios 11:23–26. O evento é comemorado na chamada Quinta-feira Santa.

## História
O retábulo como um todo foi originalmente encomendado para a confraria Urbino para a Festa de Corpus Christi ao pintor local Fra Carnevale, mas em 1456 ele foi liberado de seu contrato devido a outros compromissos e pediu para devolver o depósito de 40 ducados de ouro que ele já havia recebido e gasto em pigmentos, mas este ainda não havia sido devolvido nove anos depois.